# Лабот
Лабот (на старогръцки: Λαβώτας, Λεωβώτης, Labotas, Leobotes) е в гръцката митология цар на Спарта през 10 век пр.н.е. (ок. 1025 – 988 пр.н.е. или 870 – 840 пр.н.е.), четвъртият цар от династията Агиди.
Той е син на Ехестрат и внук на Агис I. Баща е на Дорис.
Понеже той е още много млад, когато баща му умрял, управлението е водено първо от първо от Ликург, братът на неговия баща. През това време, според Херодот, Ликург създава конституция и добри закони. Според Павзаний той ги създал едва по времето на управлението на Агесилай I. Когато Лабот станал пълнолетен поел управлението.
Лабот води война против Арголите, понеже те завладяли Кинурия и прогонвали живеещите наоколо Периеки.
Според Йероним и Excerpta Latina Barbari той управлява 37 години. След неговата смърт на трона се възкачва неговият син Дорис.